# Chuang-kang
Chuang-kang (čínsky pchin-jinem Huánggāng, znaky 黃冈) je městská prefektura v Čínské lidové republice. Patří do provincie Chu-pej a leží na severním břehu řeky Jang-c’-ťiang.
Celá prefektura má rozlohu 17 438 čtverečních kilometrů a v roce 2020 v ní žilo necelých šest milionů obyvatel.

## Správní členění
Městská prefektura Chuang-kang se člení na deset celků okresní úrovně, a sice jeden městský obvod, dva městské okresy a sedm okresů.
| Chuang-čou městský okres · Ma-čcheng městský okres · Wu-süe okres · Tchuan-feng okres · Chung-an okres · Si-šuej okres · Čchi-čchun okres · Chuang-mej okres · Luo-tchien okres · Jing-šan |        |                       |             |                                         |
| Název | Název  | Počet obyvatel (2020) | Rozloha km² | Hustota zalidnění (obyv. na km²) (2020) |
| český přepis | znaky  | Počet obyvatel (2020) | Rozloha km² | Hustota zalidnění (obyv. na km²) (2020) |
| Městský obvod |        |                       |             |                                         |
| Chuang-čou | 黄州区 | 456 862               | 358         | 1 275                                   |
| Městské okresy |        |                       |             |                                         |
| Ma-čcheng | 麻城市 | 893 654               | 3 603       | 248                                     |
| Wu-süe | 武穴市 | 676 264               | 1 224       | 553                                     |
| Okresy |        |                       |             |                                         |
| Čchi-čchun | 蕲春县 | 792 101               | 2 402       | 330                                     |
| Chuang-mej | 黄梅县 | 787 783               | 1 707       | 462                                     |
| Chung-an | 红安县 | 510 189               | 1 782       | 286                                     |
| Jing-šan | 英山县 | 310 180               | 1 461       | 212                                     |
| Luo-tchien | 罗田县 | 473 195               | 2 135       | 222                                     |
| Si-šuej | 浠水县 | 716 273               | 1 961       | 365                                     |
| Tchuan-feng | 团风县 | 266 218               | 806         | 330                                     |
| |        |                       |             |                                         |
| Celkem | Celkem | 5 882 719             | 17 438      | 337                                     |